# Albert Lutuli
Albert Lutuli (també conegut per Albert Luthuli i pel seu nom zulú: Mvumbi) (Rhodèsia del Sud, v 1898 − KwaDukuza, Sud-àfrica, 21 de juliol de 1967) fou un professor i polític sud-africà guardonat el 1960 amb el Premi Nobel de la Pau per la seva lluita no-violenta contra l'apartheid.

## Joventut i estudis
Nasqué a la colònia britànica de Rhodèsia del Sud vers el 1898 sent el tercer fill del missioner cristià John Bunyan Lutuli i Mtonya Gumede. A la mort del seu pare retornaren al seu poble d'origen a la província de Natal a Sud-àfrica, al costat del seu oncle Martin Lutuli, cap dels cristians zulus de la zona. Després d'acabar els seus estudis de professor.
El 1928 fou nomenat secretari de l'Associació de Professors Africans, per esdevenir-ne president el 1933. El 1936 acceptà fer-se càrrec dels membres de la seva tribu acceptant el càrrec de cap tribal fins al 1952.

## Vida política
El 1944 Lutuli entrà a formar part del Congrés Nacional Africà, anant escalant posicions dins l'entitat i arribant-ne a ser el president el 1951. Des del 1948 el Partit Nacional, principal partit polític del país, adoptà la política de l'apartheid, per la qual cosa Lutuli fou un dels caps evidents contraris a aquesta política. Per la seva oposició fou arrestat diverses vegades i confinat a un arrest domiciliari entre 1957 i 1960, a més a més de ser jutjat durant el Judici per Traïció.
El 1960 fou guardonat amb el Premi Nobel de la Pau per la seva feina com a president del Congrés Nacional Africà (ANC) en la lluita contra l'apartheid, sent alliberat per les autoritats sud-africanes del seu arrest domiciliari.
Escollit rector de la Universitat de Glasgow pels estudiants el 1962, desenvolupà el càrrec fins al 1965. El 1964 fou novament confinat a arrest domiciliari per la seva lluita contra l'apartheid, morint el 21 de juliol de 1967 d'accident prop de casa seva.